# 田中伸一 (言語学者)
田中 伸一（たなか しんいち、1964年 - ）は、日本の言語学者。専門は理論言語学（音韻論・形態論）。東京大学大学院総合文化研究科教授。日本音韻論学会元会長。

## 人物・経歴
大阪府生まれ。1983年大阪府立千里高等学校卒業。1988年筑波大学第一学群人文学類卒業。1988年言語学修士。1993年筑波大学大学院文芸言語研究科博士課程満了、名古屋大学言語文化部専任講師。1995年名古屋大学言語文化部助教授。1999年博士（言語学）。2001年東京大学大学院総合文化研究科准教授。2015年東京大学大学院総合文化研究科教授。2017年から2021年まで日本音韻論学会会長。専門は理論言語学（音韻論・形態論）。

## 著作
- 『入門生成言語理論』（阿部潤, 大室剛志と共著）ひつじ書房 2000年
- A New Century of Phonology and Phonological Theory: A Festschrift for Professor Shosuke Haraguchi on the Occasion of his 60th Birthday （本間猛, 岡崎正男, 田端敏幸と共編）開拓社 2003年
- 『アクセントとリズム』研究社 2005年
- 『言葉の絆 : 藤原保明博士還暦記念論文集』（卯城祐司, 太田一昭, 太田聡, 滝沢直宏, 西田光一, 山田英二と共編）開拓社 2006年
- 『現代音韻論の論点』（西原哲雄, 豊島庸二と共編）晃学出版 2007年
- 『日常言語に潜む音法則の世界』開拓社 2009年